# Giovanni Francesco Caroto

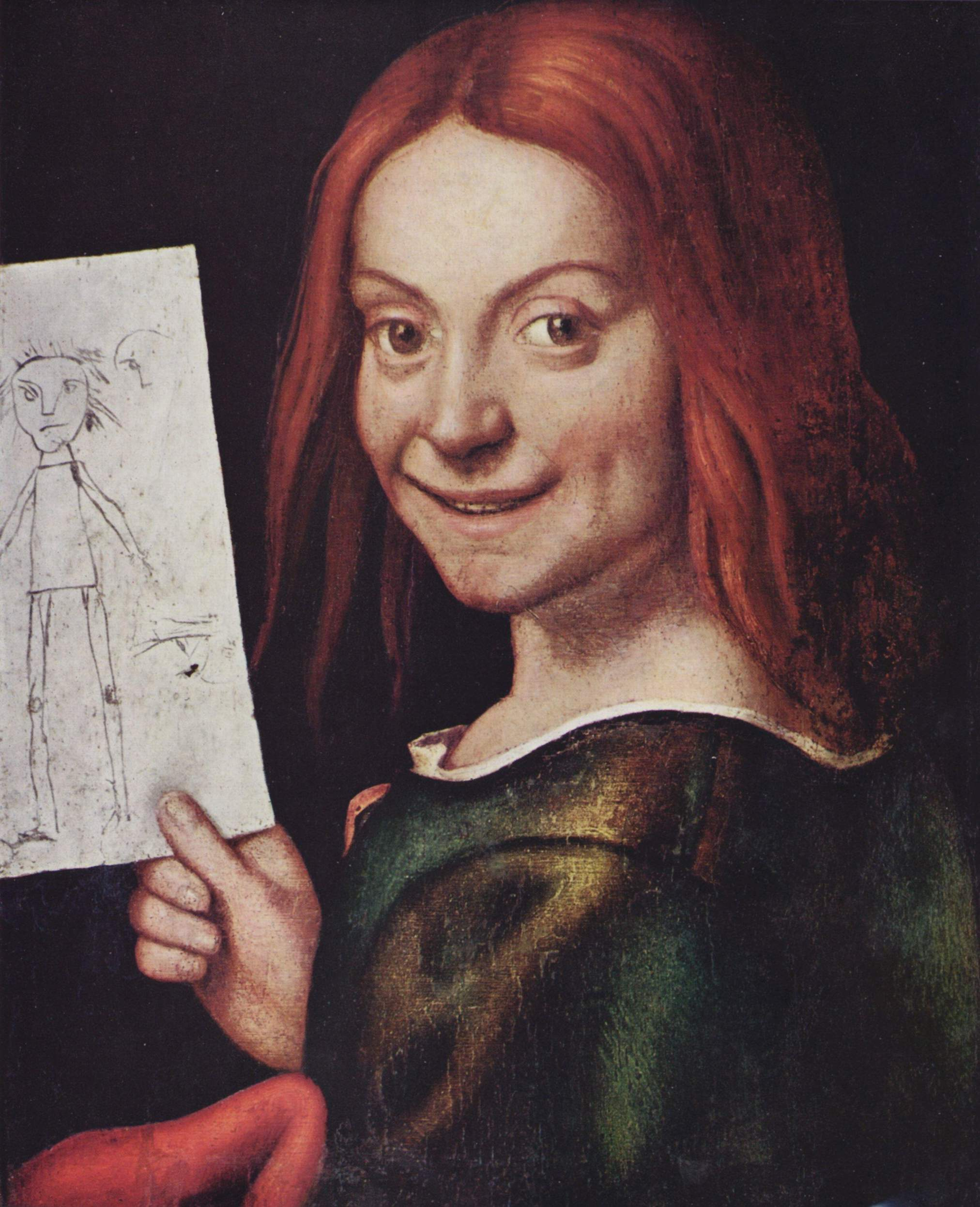
Porträtt av barn med teckning

Giovanni Francesco Caroto, född omkring 1480 och död mellan 1555 och 1558, var en veronesisk konstnär.
Caroto utbildade sig i Andrea Mantegnas skola och efter Rafaels och Leonardo da Vincis verk. Han är mest känd för sina färgstarka fresker i Veronas kyrkor.